# スコッド
スコッド（英語: squad:[skwάd｜skwˈɔd]発音は「スクワッド」に近い。）は、おもにラグビーにおいて国代表などのチームを編成する際に、これに先立って代表に選出される可能性の高い者を選抜して編成する選手集団を指す呼称。選手団、強化選手の集団、強化選手集団、候補選手集団、選手集団、候補選手グループなどとも説明される。また、文脈によっては、候補、補欠、出場登録メンバーを意味する用語とも説明される。
代表選手の選出にあたっては、スコッドに選ばれていなかった者が選出される場合もあり、「スコッド外からの選出」などと表現する。

## デベロップメント・スコッド
国代表チームなどの場合、スコッドの編成に先立ち、対象となる可能性のある候補者をより多くの人数選び、長期的な展望の下で育成を図るデベロップメント・スコッド (development squad) を編成することもある。
日本では、1996年からデベロップメント・スコッドの編成が始まった。

### 国代表を目指す「ナショナル・デベロップメント・スコッド（NDS）」
特に2016年9月からラグビー日本代表（15人制男子）のヘッドコーチを務めるジェイミー・ジョセフは、ナショナル・デベロップメント・スコッド（NDS = National Development Squad）の合宿や試合を通じて、日本代表スコッドを選出していく。ほかに、日本代表候補（日本代表スコッド）の合宿に5～6人のNDSメンバーを加える場合や、日本代表候補34人とNDS34人で別の場所ではあるが同時に合宿を行うことがあった。
日本ラクロス協会も同様に、ナショナル・デベロップメント・スコッドにより、将来の日本代表となる選手育成を行っている。